# Mariano Navone
Mariano Navone (ur. 27 lutego 2001 w Nueve de Julio) – argentyński tenisista, olimpijczyk z Paryża (2024).

## Kariera tenisowa
W karierze osiągnął finały dwóch turniejów rangi ATP Tour w grze pojedynczej. Ponadto zwyciężył w sześciu singlowych turniejach cyklu ATP Challenger Tour.
Olimpijczyk z Paryża (2024), gdzie doszedł do drugiej rundy singla i odpadł w pierwszej rundzie debla wspólnie z Francisco Cerúndolem.
W rankingu gry pojedynczej Navone najwyżej był na 29. miejscu (10 czerwca 2024), a w klasyfikacji gry podwójnej na 146. pozycji (24 lutego 2025).

### Finały w turniejach ATP Tour
| Legenda                                      |
| -------------------------------------------- |
| Wielki Szlem                                 |
| Igrzyska olimpijskie                         |
| Tennis Masters Cup / ATP Finals              |
| ATP Masters Series / ATP Tour Masters 1000   |
| ATP International Series Gold / ATP Tour 500 |
| ATP International Series / ATP Tour 250      |

#### Gra pojedyncza (0–2)
| Końcowy wynik | Nr | Data             | Turniej        | Nawierzchnia | Przeciwnik       | Wynik finału |
| ------------- | -- | ---------------- | -------------- | ------------ | ---------------- | ------------ |
| Finalista     | 1. | 25 lutego 2024   | Rio de Janeiro | Ceglana      | Sebastián Báez   | 2:6, 1:6     |
| Finalista     | 2. | 21 kwietnia 2024 | Bukareszt      | Ceglana      | Márton Fucsovics | 4:6, 5:7     |

### Zwycięstwa w turniejach ATP Challenger Tour

#### Gra pojedyncza
| Końcowy wynik | Nr | Data                 | Turniej      | Nawierzchnia | Przeciwnik                 | Wynik finału  |
| ------------- | -- | -------------------- | ------------ | ------------ | -------------------------- | ------------- |
| Zwycięzca     | 1. | 24 czerwca 2023      | Poznań       | Ceglana      | Marcelo Tomás Barrios Vera | 7:5, 6:3      |
| Zwycięzca     | 2. | 9 lipca 2023         | Santa Fe     | Ceglana      | Daniel Vallejo             | 6:2, 6:4      |
| Zwycięzca     | 3. | 17 września 2023     | Santa Cruz   | Ceglana      | Francisco Comesaña         | 4:6, 7:5, 6:1 |
| Zwycięzca     | 4. | 15 października 2023 | Buenos Aires | Ceglana      | Federico Coria             | 2:6, 6:3, 6:4 |
| Zwycięzca     | 5. | 21 października 2023 | Santa Fe     | Ceglana      | Andrea Pellegrino          | 3:6, 6:2, 6:3 |
| Zwycięzca     | 6. | 5 maja 2024          | Cagliari     | Ceglana      | Lorenzo Musetti            | 7:5, 6:1      |